# Курт фон Шверин
Курт Кристоф, граф фон Шверин (Kurt Christoph, Graf von Schwerin) (26 октомври 1684 – 6 май 1757) е пруски фелдмаршал от епохата на Фридрих II. Той е известен най-вече с участието си в битката при Молвиц на 10 април 1741 г.
Роден е в Померания. Военната си кариера започва в холандската армия, с която участва в битката при Бленхайм. Наблюдава и други прочути сражения от Войната за испанското наследство - Рамили и Малплаке, където се учи от най-способните генерали на епохата. После съдбата му се свързва с шведската армия и той е в лагера на Карл XII в Бендер през 1713 г.
От 1720 г. е на пруска служба и участва в различни ограничени по мащаб конфликти. През 1733 г. командва пруската армия и успява деликатно, но твърдо да реше въпроса за Мекленбург в полза на страната си. Крал Фридрих-Вилхелм I го използва и като администратор по неговата главна задача - да изгради силна пруска пехота.
Младият генерал е поддръжник на Фридрих ІІ в неговия конфликт с баща му. Нанси Митфорд го описва с думите „висок, хубав, умен, скромен и учтив и истински кавалер.“
Звездният миг на Шверин идва през Първата Силезийска война (част от Войната за австрийското наследство). При Молвиц пруската армия се сблъсква с австрийците в решителен опит да задържи покорената вече провинция Силезия. В хода на вихрената кавалерийска атака на врага Шверин съвет на Фридрих II да избяга от бойното поле, за да не бъде заловен. Кралят напуска битката, заради което по-късно печели куп подигравки от съвременници и по-късни историци. Самият Шверин оглавява пехотата, която твърдо устоява позициите си и принуждава австрийците да отстъпят.
Той участва в обсадата на Прага през Втората Силезийска война и огранизира превземането ѝ. Управлява като комендант крепостите Брийг и Найсе. Оттегля се от военна служба след 1745 г., но е повикан отново, когато започва Седемгодишната война. Загива от оръдеен снаряд в битката при Прага през 1757 г. В негова чест Фридрих ІІ издига паметник в Берлин на улица Вилхелмщрасе.